# 1989 في أستراليا
فيما يلي قوائم الأحداث التي وقعت خلال عام 1989 في أستراليا.

## سياسة

### تعيين في المنصب
- 4 فبراير – كارمن لورنس عضو الجمعية التشريعية لأستراليا الغربية.
- 7 فبراير – جوان كيرنير Deputy Premier of Victoria [الإنجليزية]‏.

### انتهاء فترة المنصب
- 4 فبراير – كارمن لورنس عضو الجمعية التشريعية لأستراليا الغربية.
- 16 فبراير – نينيان ستيفين الحكام العامون لأستراليا.
- 9 مايو – جون هوارد Leader of the Opposition (Australia) [الإنجليزية]‏.

## رياضة
- 5 نوفمبر – جائزة أستراليا الكبرى 1989 الفائز تييري بوتسين.

## أفلام
من الأفلام التي صدرت هذه السنة في أستراليا:
- 1 يناير – هدوء قاتل من إخراج فيليب نويس.

## موسيقى

### أغاني
من الأغاني التي صدرت هذه السنة في أستراليا:
- 24 أبريل – هاند أون يور هارت من غناء كايلي مينوغ.
- 24 يوليو – وودنت جينج آ ثينغ من غناء كايلي مينوغ.
- 23 أكتوبر – نيفر توو ليت من غناء كايلي مينوغ.

## مواليد

### يناير
- 8 يناير – أوليفر بوزانيتش لاعب كرة قدم أسترالي.
- 15 يناير – ريان كور ممثل أسترالي.
- 24 يناير – جون باتريك سميث لاعب كرة مضرب أسترالي.
- 31 يناير – جريج جونز لاعب كرة مضرب أسترالي.

### فبراير
- 3 فبراير – أليكس جينيس لاعب كرة سلة أسترالي.
- 11 فبراير – سالي بوتوكي لاعبة كرة يد أسترالية.
- 13 فبراير – تاج مينيكون لاعب كرة قدم أسترالي.

### مارس
- 12 مارس – ناثان هاس درّاج طريق أسترالي.
- 15 مارس – كلينت ستيندل لاعب كرة سلة أسترالي.
- 20 مارس – كاثرين ماكنيل عارضة أسترالية.
- 21 مارس – إيرين هولاند
- 28 مارس – آنا ويشينك لاعبة كرة مضرب أسترالية.

### أبريل
- 4 أبريل – كريس هرد لاعب كرة قدم أسترالي.
- 18 أبريل – جوش دوينكير
- 26 أبريل – لوك بريسي ممثل أسترالي.

### مايو
- 1 مايو – كايلا جورج لاعبة كرة سلة أسترالية.
- 1 مايو – ميتش نيكولس لاعب كرة قدم أسترالي.
- 1 مايو – ناتالي بيرتون لاعبة كرة سلة أسترالية.
- 15 مايو – جيمس هولاند لاعب كرة قدم أسترالي.

### يونيو
- 1 يونيو – جلين أوشي درّاج طريق أسترالي.
- 13 يونيو – روبين لاولي عارضة أسترالية.
- 14 يونيو – جون ميلمان لاعب كرة مضرب أسترالي.

### يوليو
- 1 يوليو – دانيل ريكاردو سائق سيارة سباق أسترالي.
- 2 يوليو – ماريانا تولو لاعبة كرة سلة أسترالية.
- 12 يوليو – فيبي تونكين
- 13 يوليو – جاك بوبريدج دراج أسترالي.

### أغسطس
- 4 أغسطس – جيسيكا ماوبوي
- 15 أغسطس – رايان مكغوان لاعب كرة قدم أسترالي.
- 16 أغسطس – كاميرون جليدون لاعب كرة سلة أسترالي.
- 22 أغسطس – ساره غراهام لاعبة كرة سلة أسترالية.

### سبتمبر
- 20 سبتمبر – كاميرون هاموند ملاكم أسترالي.

### أكتوبر
- 14 أكتوبر – ميا واسيكوسكا ممثلة أسترالية.
- 18 أكتوبر – لي هوارد
- 24 أكتوبر – إليزا تايلور ممثلة أسترالية.
- 26 أكتوبر – دانييل مولن لاعب كرة قدم أسترالي.
- 28 أكتوبر – أنغوس براندت لاعب كرة سلة أسترالي.

### نوفمبر
- 30 نوفمبر – أديليد كليمنس

### ديسمبر
- 18 ديسمبر – لورين مانسفيلد
- 31 ديسمبر – بريدان كلاين لاعب كرة مضرب بريطاني.

## وفيات

### أغسطس
- 21 أغسطس – فنتون سكوت (مواليد 1964) لاعب كرة سلة أسترالي.